# Castors
De Castors (Engels: Castors River) is een 11 km lange rivier die zich in het noorden van het Canadese eiland Newfoundland bevindt. Het dorp Castors River South is aan de monding van de rivier gevestigd.

## Verloop
De Castors vindt zijn in Leg Pond, een relatief groot meer in het westelijke gedeelte van het Great Northern Peninsula van Newfoundland, aan de noordrand van de Highlands of St. John. Na dat meer langs het noordwestelijke uiteinde te verlaten, stroomt de rivier 800 meter in noordelijke richting, waarna de Middle Gulch Brook erin uitmondt en de Castors naar het westen toe draait. Hij stroomt vanaf dat punt al meanderend onafgebroken in westelijke richting door het sterk beboste gebied. 
Zo'n 2,5 km voor de monding in zee mondt de Castors met een delta uit in Castors River Pond, een meertje van 1,3 km². Tussen het westelijke uiteinde van Castors River Pond en de effectieve uitmonding in St. John Bay stroomt de rivier nog zo'n halve kilometer.
Het is daar dat de 70 meter lange Castors River Bridge (onderdeel van provinciale route 430) de rivier overbrugt. Aan de rechteroever van dat laatste riviergedeelte is het dorp Castors River South gelegen.

## Vissen
De Castors is een van de meest noordelijke rivieren waarin de Amerikaanse paling voorkomt. Het is voorts een van de tientallen Newfoundlandse rivieren die Atlantische zalmen jaarlijks gebruiken voor hun paaitrek.